# Cette-Eygun
Cette-Eygun é uma comuna francesa na região administrativa da Nova Aquitânia, no departamento dos Pirenéus Atlânticos. Estende-se por uma área de 17,8 km². Em 2010 a comuna tinha 65 habitantes (densidade: 3,7 hab./km²).